# Liste der Handfeuerwaffen/Z
Übersicht in Referenzwerken zu "Handfeuerwaffen Z"

## ZA…
- ZAGI M-91 (Kroatien – MP – 9 × 19 mm Parabellum)

- Zastava
  - Zastava M49 (Jugoslawien – Maschinenpistole – 7,62 × 25 mm Tokarew; 9 × 19 mm Parabellum)
  - Zastava M56 (Jugoslawien – Maschinenpistole – 7,62 × 25 mm Tokarew; 9 × 19 mm Parabellum)
  - Zastava CZ-99 (Jugoslawien – Selbstladepistole – 9 × 19 mm Parabellum; .40 S&W)
  - Zastava M59 (Jugoslawien – Selbstladekarabiner – 7,62 × 39 mm)
  - Zastava M59/66 (Jugoslawien – Selbstladekarabiner – 7,62 × 39 mm)
  - Zastava M76 (Jugoslawien – Selbstladegewehr – 7,92 × 57 mm Mauser, 7,62 mm NATO, & 7,62 × 54 mm R)
  - Zastava M80 (Jugoslawien – Sturmgewehr – 5,56 mm NATO)
  - Zastava M80A (Jugoslawien – Sturmgewehr – 5,56 mm NATO)
  - Zastava M82 (Jugoslawien – lMG – 5,56 mm NATO)
  - Zastava M82A (Jugoslawien – lMG – 5,56 mm NATO)
  - Zastava M85 (Jugoslawien – verkürztes Sturmgewehr – 5,56 mm NATO)
  - Zastava M93 (Jugoslawien)

## ZB…
- ZB vz. 24 (tschechisch – 7,92 × 57 mm Mauser)
- ZB vz. 26 (tschechisch – lMG – 7,92 × 57 mm Mauser)
- ZB vz. 37 (tschechisch – sMG – 7,92 × 57 mm Mauser)
- ZB vz. 52 (tschechisch – lMG – 7,62 × 45 mm (vz. 52), 7,62 × 39 mm (vz. 52/57))

## ZH…
- ZH-29 (Tschechien)

## ZI…
- Zigana (Türkei – Pistole – 9 × 19 mm)

## ZK…
- ZK-383 (Tschechien – MP – 9 × 19 mm Parabellum)
- ZK VZ-420S (Tschechien – Schnellfeuergewehr – 7,92 × 57 mm Mauser)
- ZKIB-SOO OS-28
- ZKIB-SOO OZ-39

## ZM…
- ZM Weapons Model LR300 (USA – Sturmgewehr – 5,56 mm NATO)

## ZN…
- ZNIITotschMasch SR2